# Lobsang Nyima Päl Sangpo
Lobsang Nyima (Päl Sangpo) (1928/1929 - 14 september 2008) was de honderdste Ganden tripa van 1994/95 tot 2002/03 en daarmee de hoofdabt van het klooster Ganden en hoogste geestelijke in de gelugtraditie in het Tibetaans boeddhisme.
Nyima begon zijn studie in de Vijf verhandelingen van het boeddhisme in 1945 op een leeftijd van 17 jaar in het klooster Drepung. Hij behaalde meerdere graden, zoals Lharampa Geshe en Jangtse Choeje, en hij verkreeg een eredoctoraat van de Centraal Instituut voor Hogere Tibetaanse Studies in Benares. Verder bekleedde hij verschillende spirituele posities en was onder meer abt van het klooster Namgyal en de tantrische universiteit Gyudmed.